# Discografia formației Pantera
Discografia formației Pantera constă din 9 albume de studio, un album live, și un album compilație; care ulterior a fost derivat în două versiuni. Pantera a mai lansat două extended playuri (EP), 20 de singleuri, patru albume video, 12 clipuri video, și două box seturi. Formația Pantera s-a format la începutul anilor 1980 și a lansat patru albume de studio în anii de debut prin propria lor casă de discuri, Metal Magic Records.

## Albume

### Albume de studio
| An                                                                            | Detalii album                                                                               | Poziții de top | Poziții de top | Poziții de top | Poziții de top | Poziții de top | Poziții de top | Poziții de top | Poziții de top | Poziții de top | Poziții de top | Certificări                                              |
| An                                                                            | Detalii album                                                                               | US             | AUS            | AUT            | FIN            | GER            | JPN            | NZ             | NOR            | SWE            | UK             | Certificări                                              |
| ----------------------------------------------------------------------------- | ------------------------------------------------------------------------------------------- | -------------- | -------------- | -------------- | -------------- | -------------- | -------------- | -------------- | -------------- | -------------- | -------------- | -------------------------------------------------------- |
| 1983                                                                          | Metal Magic - Lansare: 10 iunie 1983 - Label: Metal Magic - Formate: CS, LP                 | —              | —              | —              | —              | —              | —              | —              | —              | —              | —              |                                                          |
| 1984                                                                          | Projects in the Jungle - Lansare: 27 iulie 1984 - Label: Metal Magic - Formate: CS, LP      | 198            | —              | —              | —              | —              | —              | —              | —              | —              | —              |                                                          |
| 1985                                                                          | I Am the Night - Lansare: 16 august 1985 - Label: Metal Magic - Formate: CS, LP             | —              | —              | —              | —              | —              | —              | —              | —              | —              | —              |                                                          |
| 1988                                                                          | Power Metal - Lansare: 24 iunie 1988 - Label: Metal Magic - Formate: CD, CS, LP             | 133            | —              | —              | —              | —              | —              | —              | —              | —              | —              |                                                          |
| 1990                                                                          | Cowboys from Hell - Lansare: 24 iulie 1990 - Label: Atco - Formate: CD, CS, LP              | 117            | 20             | 29             | —              | —              | —              | —              | 81             | 46             | 35             | - US: Platinum - UK: Gold                                |
| 1992                                                                          | Vulgar Display of Power - Lansare: 10 februarie 1992 - Label: Atco - Formate: CD, CS, LP    | 44             | 19             | 12             | 5              | 6              | 54             | 71             | 21             | 65             | 64             | - US: 2× Platinum - AUS: Platinum - CAN: Gold - UK: Gold |
| 1994                                                                          | Far Beyond Driven - Lansare: 22 martie 1994 - Label: East West - Formate: CD, CS, LP        | 1              | 1              | 8              | 15             | 4              | 8              | 2              | 6              | 11             | 32             | - US: Platinum - CAN: Platinum - UK: Gold                |
| 1996                                                                          | The Great Southern Trendkill - Lansare: 7 mai 1996 - Label: East West - Formate: CD, CS, LP | 2              | 2              | 7              | 8              | 66             | 43             | 2              | 2              | 3              | 9              | - US: Platinum - UK: Silver                              |
| 2000                                                                          | Reinventing the Steel - Lansare: 14 martie 2000 - Label: East West - Formate: CD, CS, LP    | 4              | 2              | 23             | 8              | 32             | 40             | 10             | 14             | 41             | 12             | - US: Gold                                               |
| "—" denotă că lansarea nu a ajuns în topuri sau nu a fost lansat în acea țară |                                                                                             |                |                |                |                |                |                |                |                |                |                |                                                          |

### Albume live
| An   | Detalii album                                                                              | Poziții de top | Poziții de top | Poziții de top | Poziții de top | Poziții de top | Poziții de top | Poziții de top | Poziții de top | Poziții de top | Poziții de top | Certificări |
| An   | Detalii album                                                                              | US             | AUS            | AUT            | FIN            | GER            | JPN            | NZ             | NOR            | SWE            | UK             | Certificări |
| ---- | ------------------------------------------------------------------------------------------ | -------------- | -------------- | -------------- | -------------- | -------------- | -------------- | -------------- | -------------- | -------------- | -------------- | ----------- |
| 1997 | Official Live: 101 Proof - Lansare: 29 iulie 1997 - Label: East West - Formate: CD, CS, LP | 15             | 19             | 46             | 16             | 84             | 66             | 19             | 36             | 32             | 57             | - US: Gold  |

### Compilații
| An                                                                            | Detalii album | Poziții de top | Poziții de top | Poziții de top | Poziții de top | Poziții de top | Poziții de top | Certificări    |
| An                                                                            | Detalii album | US             | AUS            | FIN            | JPN            | NZ             | UK             | Certificări    |
| ----------------------------------------------------------------------------- | --- | -------------- | -------------- | -------------- | -------------- | -------------- | -------------- | -------------- |
| 1994                                                                          | Driven Downunder Tour '94 Souvenir Collection - Label: WEA - Formate: CD box set                                                             | —              | —              | —              | —              | —              | —              |                |
| 1996                                                                          | The Singles 1991–1996 - Lansare: 23 septembrie 1996 - Label: WEA - Formate: CD box set                                                       | —              | 40             | —              | —              | —              | —              |                |
| 2003                                                                          | The Best of Pantera: Far Beyond the Great Southern Cowboys' Vulgar Hits! - Lansare: 23 septembrie 2003 - Label: Elektra, Rhino - Formate: CD | 38             | —              | —              | —              | —              | 116            | - US: Platinum |
| 2010                                                                          | 1990-2000: A Decade of Domination - Lansare: 30 martie 2010 - Formate: CD                                                                    | —              | —              | —              | —              | —              | —              |                |
| "—" denotă că lansarea nu a ajuns în topuri sau nu a fost lansat în acea țară | |                |                |                |                |                |                |                |

### Albume video
| An   | Detalii album                                                                            | Certificări                    |
| ---- | ---------------------------------------------------------------------------------------- | ------------------------------ |
| 1991 | Cowboys from Hell: The Videos - Lansare: 2 aprilie 1991 - Label: Atlantic - Formate: VHS | - US: Gold                     |
| 1993 | Vulgar Video - Lansare: 16 noiembrie 1993 - Label: Atlantic - Formate: VHS               | - US: Platinum                 |
| 1997 | 3 Watch It Go - Lansare: 11 noiembrie 1997 - Label: Elektra - Formate: VHS               | - US: Platinum                 |
| 1999 | 3 Vulgar Videos from Hell - Lansare: 23 noiembrie 1999 - Label: Elektra - Formate: DVD   | - US: Platinum - AUS: Platinum |

## Single-uri
| An                                                                            | Piesa                   | Poziții de top | Poziții de top | Poziții de top | Poziții de top | Album                        |
| An                                                                            | Piesa                   | US Main.       | AUS            | SWE            | UK             | Album                        |
| ----------------------------------------------------------------------------- | ----------------------- | -------------- | -------------- | -------------- | -------------- | ---------------------------- |
| 1990                                                                          | "Cowboys from Hell"     | —              | —              | —              | —              | Cowboys from Hell            |
| 1990                                                                          | "Cemetery Gates"        | —              | —              | —              | —              | Cowboys from Hell            |
| 1990                                                                          | "Psycho Holiday"        | —              | —              | —              | —              | Cowboys from Hell            |
| 1992                                                                          | "Mouth for War"         | 24             | —              | —              | 73             | Vulgar Display of Power      |
| 1992                                                                          | "This Love"             | —              | —              | —              | —              | Vulgar Display of Power      |
| 1992                                                                          | "Hollow"                | —              | —              | —              | —              | Vulgar Display of Power      |
| 1993                                                                          | "Walk"                  | —              | —              | —              | 35             | Vulgar Display of Power      |
| 1994                                                                          | "I'm Broken"            | —              | 49             | 32             | 19             | Far Beyond Driven            |
| 1994                                                                          | "Planet Caravan"        | 21             | —              | —              | 26             | Far Beyond Driven            |
| 1994                                                                          | "5 Minutes Alone"       | 13             | 76             | —              | —              | Far Beyond Driven            |
| 1994                                                                          | "Becoming"              | 12             | —              | 60             | —              | Far Beyond Driven            |
| 1996                                                                          | "Drag the Waters"       | 29             | —              | 78             | —              | The Great Southern Trendkill |
| 1996                                                                          | "Suicide Note Pt. I"    | 10             | 12             | 78             | 20             | The Great Southern Trendkill |
| 1996                                                                          | "Floods"                | 50             | 90             | 33             | 19             | The Great Southern Trendkill |
| 1997                                                                          | "Where You Come From"   | —              | —              | —              | —              | Official Live: 101 Proof     |
| 1999                                                                          | "Cat Scratch Fever"     | 40             | —              | —              | —              | Detroit Rock City soundtrack |
| 2000                                                                          | "Revolution Is My Name" | 28             | —              | —              | —              | Reinventing the Steel        |
| 2000                                                                          | "Goddamn Electric"      | 21             |                | —              | —              | Reinventing the Steel        |
| 2000                                                                          | "I'll Cast a Shadow"    | 37             | 15             | 76             | 15             | Reinventing the Steel        |
| 2012                                                                          | "Piss"                  | 23             | —              | —              | —              | Vulgar Display of Power      |
| "—" denotă că lansarea nu a ajuns în topuri sau nu a fost lansat în acea țară |                         |                |                |                |                |                              |

## Clipuri video
| An   | Piesa                   | Regizor          |
| ---- | ----------------------- | ---------------- |
| 1990 | "Cowboys from Hell"     | Paul Rachman     |
| 1990 | "Psycho Holiday"        | Paul Rachman     |
| 1990 | "Cemetery Gates"        | Paul Rachman     |
| 1992 | "Mouth for War"         | Paul Rachman     |
| 1992 | "This Love"             | Kevin Kerslake   |
| 1992 | "Walk"                  | Paul Anderson    |
| 1994 | "Planet Caravan"        | Michael Boydstun |
| 1994 | "I'm Broken"            | Wayne Isham      |
| 1994 | "5 Minutes Alone"       | Wayne Isham      |
| 1996 | "Drag the Waters"       | Dimebag Darrell  |
| 2000 | "Revolution Is My Name" | Jim Van Bebber   |
| 2012 | "Piss"                  | Zach Merck       |

## Guest appearances
| An   | Piesa                                | Album                                                                   |
| ---- | ------------------------------------ | ----------------------------------------------------------------------- |
| 1992 | "Light Comes Out of Black"           | Buffy the Vampire Slayer: Original Motion Picture Soundtrack            |
| 1994 | "The Badge"                          | The Crow - Original Motion Picture Soundtrack                           |
| 1995 | "Cemetery Gates (Demon Knight Edit)" | Tales from the Crypt: Demon Knight - Original Motion Picture Soundtrack |
| 1998 | "Where You Come From"                | Strangeland - Original Motion Picture Soundtrack                        |
| 1999 | "Cat Scratch Fever"                  | Detroit Rock City - Original Motion Picture Soundtrack                  |
| 2000 | "Immortally Insane"                  | Heavy Metal 2000 - Original Soundtrack                                  |
| 2000 | "Electric Funeral"                   | Nativity in Black II: A Tribute to Black Sabbath                        |
| 2000 | "Avoid the Light"                    | Dracula 2000 - Music from the Dimension Motion Picture                  |
| 2001 | "Pre-hibernation"                    | SpongeBob SquarePants: Original Theme Highlights                        |
| 2003 | "Puck Off"                           | Dallas Stars: Greatest Hits                                             |